# Trigonopeltastes triangulus
Trigonopeltastes triangulus är en skalbaggsart som beskrevs av Kirby 1818. Trigonopeltastes triangulus ingår i släktet Trigonopeltastes och familjen Cetoniidae. Inga underarter finns listade i Catalogue of Life.